# 林聿禪
林聿禪，中華民國政治人物，民主進步黨籍。自2012年起參與幕僚工作，曾協助輔選蔡英文、柯文哲、陳時中等人。因在2012年中華民國總統選舉中擔任蔡英文「小英女孩同學會」召集人輔選，故有「小英女孩」之稱。
2023年1月30日被任命為總統府發言人，任期至2024年5月20日政權交接為止。